# Izaourt
Izaourt é uma comuna francesa na região administrativa de Occitânia, no departamento dos Altos Pirenéus. Estende-se por uma área de 2,41 km². Em 2010 a comuna tinha 260 habitantes (densidade: 107,9 hab./km²).